# Primera División 1925 (Costa Rica)
La Primera División costaricana del 1925, quinta edizione della massima serie del campionato costaricano di calcio, fu vinta dal La Libertad, al suo primo titolo.
Vi parteciparono sei squadre ma il Cartaginés venne espulso mentre il Progreso e l'Alajuelense si ritirarono.
Il capocannoniere fu Claudio Arguedas dell'Herediano che realizzò cinque reti.

## Avvenimenti
Nel 1925, come già accennato, si verificò l'espulsione del Cartaginés e il ritiro del Progreso e dell'Alajuelense: la differenza fu che, mentre alla prima non vennero conteggiati i punti ottenuti, alle altre due furono invece lasciati.
Per questo sorsero alcune polemiche, soprattutto da parte di quelle squadre che avevano giocato col Cartaginés vincendo e che si videro annullare i punti ottenuti mentre le altre che avevano giocato con il Progreso e l'Alajuelense vincendo vedevano rimanere i punti guadagnati.
Sul piano sportivo il La Libertad fu la prima squadra a vincere un campionato della Costa Rica rimanendo imbattuta. Vinse infatti sette delle otto partite disputate e pareggiò l'altra. Tuttavia molti non gli tributano questo evento per i fatti sopra citati.

## Classifica
|    | Classifica          | Pt | G | V | N | P | GF | GS |
| -- | ------------------- | -- | - | - | - | - | -- | -- |
| 1. | La Libertad         | 15 | 8 | 7 | 1 | 0 | 10 | 2  |
| 2. | Herediano           | 11 | 8 | 5 | 1 | 2 | 16 | 12 |
| 3. | Gimnástica Espaňola | 6  | 8 | 3 | 0 | 5 | 11 | 12 |
| 4. | Alajuelense         | 4  | 8 | 2 | 0 | 6 | 5  | 10 |
| 5. | Progreso            | 4  | 8 | 2 | 0 | 6 | 6  | 12 |

## Squadra campione
- La Libertad - Campione della Costa Rica 1925

### Rosa
- Manuel Rodríguez
- Arturo Aymerich
- Abel Gutiérrez
- Ricardo Bermúdez
- Miguel Jiménez
- Luis Montero
- Pedro Quirce
- Juan Fonseca
- Salvador Tabash
- Miguel Ulloa
- Rafael Bermúdez
- Rafael Madrigal
- Juan Gobán
- Gonzalo Sánchez
- Gerardo Picado
- Claudio Alfaro
- Juan Marchena
- Frank Mejías